# Карташев, Константин Яковлевич
Константи́н Я́ковлевич Ка́рташев (24 мая 1921, Ворохово, Вятская губерния — 19 февраля 1945, Метгетен) — участник Великой Отечественной войны, командир орудия 3-го гвардейского истребительно-противотанкового артиллерийского полка (1-я гвардейская отдельная истребительно-противотанковая артиллерийская бригада, 39-я армия, 1-й Прибалтийский фронт), гвардии старший сержант.

## Биография
Родился в 1920 году в деревне Ворохово (ныне — Санчурского района Кировской области) в крестьянской семье. Русский.
Отец его рано умер. Мать в одиночку воспитывала четверых детей. Окончив Санчурскую семилетку, хотел поступать в речное училище. Но не прошёл по здоровью и стал учиться на агронома. В 1940 году окончил Яранский сельскохозяйственный техникум, работал агрономом в колхозе.
Осенью 1940 года был призван в Красную Армию. Служил в артиллерийских частях на западных границах страны — во Львове. Участник Великой Отечественной войны с первого дня. Участвовал в битве за Москву, в составе гвардейской артиллерийской части участвовал в освобождении Смоленщины, Белоруссии, Литвы. Член ВКП(б)/КПСС с 1943 года.
Особо отличился артиллерист Карташев в боях на территории Восточной Пруссии. В конце октября 1944 года части 3-го Белорусского фронта, поддерживаемые огнём 1-й гвардейской отдельной истребительно-противотанковой артиллерийской бригады, вошли в город Голдап. При отражении контратаки 4 ноября расчёт гвардии старшего сержанта Карташева занимал огневую позицию на западной окраине города. Артиллеристы в тяжёлом поединке с немецкими танками подожгли шесть бронированных машин. Последний танк подбил сам Карташев. После боя с тяжёлым ранением он был отправлен в тыл. Вылечившись, вернулся в свой полк, принимал участие в разгроме гитлеровцев в Восточной Пруссии, в боях на подступах к Кёнигсбергу.
19 февраля 1945 года в бою у населённого пункта Метгетен (с 1956 года — посёлок Александра Космодемьянского Калининградского горсовета) расчёт гвардии старшего сержанта Карташева при отражении контратаки противника, уничтожил тяжёлый танк, 2 бронетранспортёра, тяжелый пулемёт, более 25 солдат и офицеров противника. В этом бою он погиб.
Точное место гибели Героя долгое время были неизвестно. Следопыты Санчурской средней школы разыскали в Азербайджане Фахри Заирова, который был наводчиком орудия под командованием Карташева. Фахри рассказал о том, как погиб командир и стало известно место захоронения Карташева. В 1966 году Заирова пригласили в Калининград. Заиров сумел отыскать на окраине посёлка бывший окоп, ставший могилой друга.
Только спустя 21 год — 13 августа 1966 года — останки артиллериста были найдены и торжественно перезахоронены: его прах был перенесён в братскую могилу в посёлок Александра Космодемьянского на окраине Калининграда.

## Память
- На родине, в посёлке Санчурск, Герою установлен памятник и его именем названа улица.
- Также мемориальные доски установлены на зданиях Санчурской и Городищенской школ Кировской области.
- На месте последнего боя, в посёлке Александра Космодемьянского, именем Карташева названа главная улица, а на двух домах установлены мемориальные доски.
- Его имя увековечено на мемориале, открытом в 1971 году на братской могиле.

## Награды
- Герой Советского Союза (29.06.1945, медаль «Золотая Звезда»)[3];
- орден Ленина (29.06.1945)[3];
- орден Отечественной войны 2-й степени (29.11.1944)[4];
- орден Красной Звезды (9.08.1944)[5];
- медаль «За отвагу» (25.5.1943)[6]